# Neonella salafraria
Neonella salafraria là một loài nhện trong họ Salticidae.
Loài này thuộc chi Neonella. Neonella salafraria được Hipólito Ruiz López & Antonio D. Brescovit miêu tả năm 2004.